# Hemisus barotseensis
Hemisus barotseensis là một loài ếch thuộc họ Hemisotidae. Đây là loài đặc hữu của Zambia.
Môi trường sống tự nhiên của chúng là xavan ẩm, đồng cỏ nhiệt đới hoặc cận nhiệt đới vùng ngập nước hoặc lụt theo mùa, và đầm nước ngọt có nước theo mùa.